# オークリッジ・41番アベニュー駅

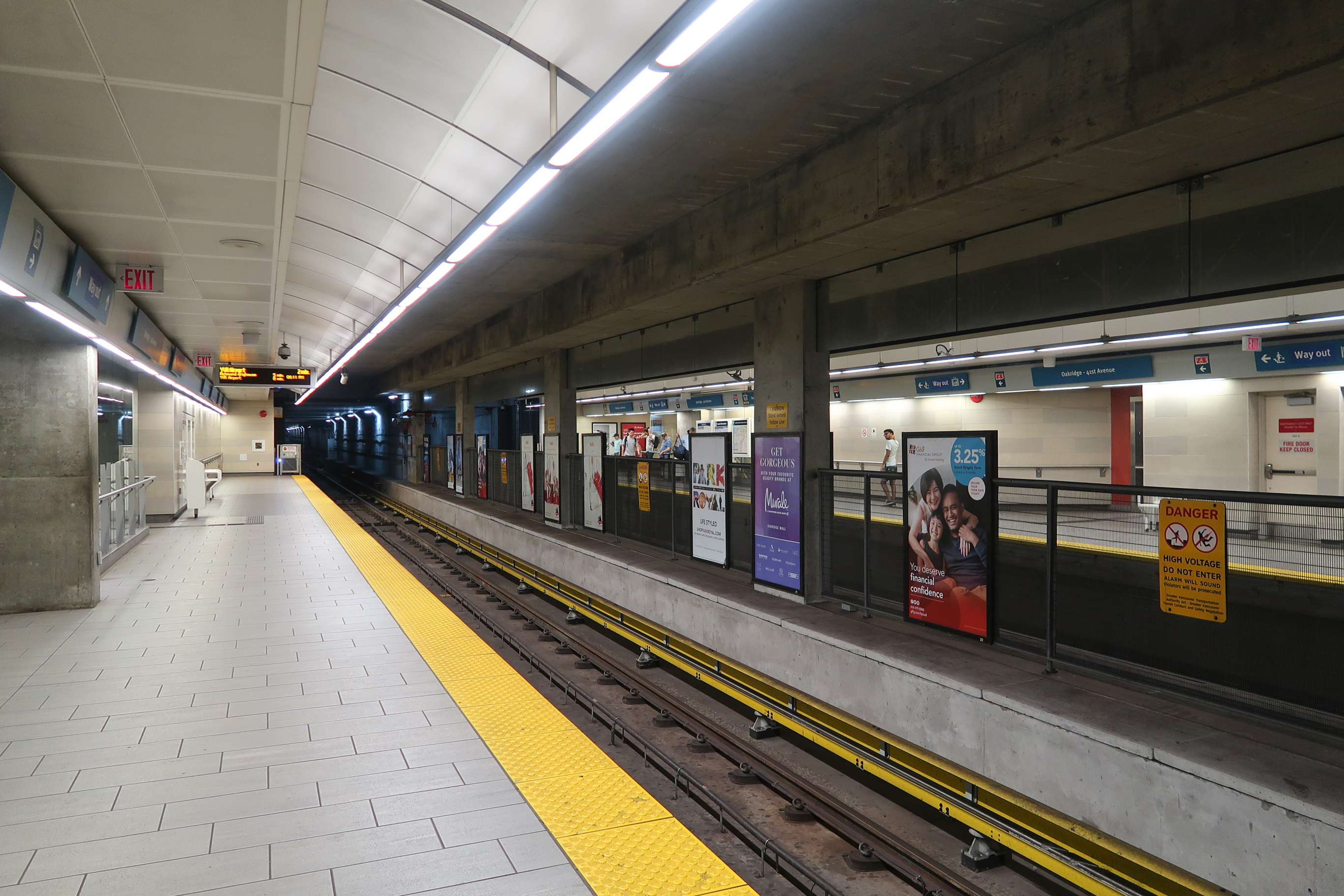
オークリッジ・41番アベニュー駅ホーム

オークリッジ・41番アベニュー駅 （英:Oakridge-41st Avenue Station）は、カナダ・ブリティッシュコロンビア州・バンクーバーにある、スカイトレイン カナダ・ライン の駅である。

## 歴史
- 2009年8月17日：カナダ・ラインの駅として開業[1]。
- 2016年1月 - ICカード「コンパスカード」の利用が可能となる[2]。

## 駅構造
相対式ホーム2面1線を有する地下駅である。
| ホーム | 路線          | 行先                             |
| ------ | ------------- | -------------------------------- |
| 上り   | ■カナダライン | ウォーターフロント駅方面         |
| 下り   | ■カナダライン | リッチモンド・ブリグハウス駅方面 |
| 下り   | ■カナダライン | YVRエアポート駅方面              |

## 駅周辺
施設
- クイーン・エリザベス公園
- コロンビア公園
- オークリッジ・センター

バス路線
スカイトレインが運行しない深夜には夜行バスN15が運行しており。
| ホーム | 路線                                                               |
| ------ | ------------------------------------------------------------------ |
| 1      | 15 系統・カンビー N15 系統・カンビー（夜行バス）                   |
| 2      | R4 41番アベニュー – ジョイス駅行き (ラピッドバス)                  |
| 3      | 41系統・ジョイス駅                                                 |
| 4      | R4 41番アベニュー – UBC行き (ラピッドバス)                         |
| 5      | 41系統・クラウン行                                                 |
| 6      | 15 系統・オリンピックビレッジ駅 N15 系統・ダウンタウン（夜行バス） |

## 隣の駅
■カナダ・ライン
キングエドワード駅 - オークリッジ・41番アベニュー駅 - ランガラ・49番アベニュー駅